# エスタディオ・デ・メンディソロツァ
エスタディオ・デ・メンディソロツァ（バスク語: Estadio de Mendizorrotza）は、スペイン・バスク州アラバ県ビトリア＝ガステイスにある市営スタジアム。リーガ・エスパニョーラに所属するデポルティーボ・アラベスのホームスタジアムであり、サッカーバスク代表が親善試合に使用することもある。19,840人を収容する。エスタディオ・デ・メンディソローサ（スペイン語: Estadio de Mendizorroza）と呼ばれることもある。

## 地理
エスタディオ・メンディソロツァの周辺はビトリア＝ガステイスのスポーツ施設が集中しており、隣接してメンディソロツァ市営プール、メンディソロツァ陸上競技場、スタジアム財団、メンディソロツァ・ペロタ競技場、メンディソロツァ体育館がある。

## 歴史
アラバ地方の守護聖人であるプルデンティウス（プルデンシオ）の祝祭の前日、1924年4月27日にエスタディオ・デ・メンディソロツァが開場した。スポルティング・ヒホンのエル・モリノン（1908年竣工）とバレンシアCFのメスタージャ（1923年竣工）に次いで、移転を経ずに現役で使用されているスタジアムとしてはリーガ・エスパニョーラでスペインで3番目に古いスタジアムである。
1950年代から1970年代にはビトリア市第2のクラブであるCDビトリアもテルセーラ・ディビシオンがエスタディオ・メンディソロツァをホームスタジアムとして使用した。幾度かの改修を経ており、デポルティーボ・アラベスがプリメーラ・ディビシオンに昇格した1998-99シーズン前には大きな改修が行われた。
2016年9月にはスタジアムを近代化し拡張する計画が発表された。この計画により、収容人数が25,000人まで増える可能性がある。しかし、2020年以降の新型コロナウイルス感染症の世界的流行に伴う経済的問題により、2020年6月には改修計画を1年以上遅らせることが承認された。

### バスク代表
1980年のビルヘン・ブランカ祭期間中の8月5日には、サッカーバスク代表対サッカーハンガリー代表の親善試合が開催され、バスク代表が5-1で勝利した。